# Аддістон (Огайо)
Аддістон (англ. Addyston) — селище (англ. village) в США, в окрузі Гамільтон штату Огайо. Населення — 927 осіб (2020).

## Географія
Аддістон розташований за координатами 39°8′17″ пн. ш. 84°42′46″ зх. д. / 39.13806° пн. ш. 84.71278° зх. д. (39.138143, -84.712887).  За даними Бюро перепису населення США в 2010 році селище мало площу 2,35 км², з яких 2,21 км² — суходіл та 0,14 км² — водойми.

## Демографія
Згідно з переписом 2010 року, у селищі мешкало 938 осіб у 372 домогосподарствах у складі 228 родин. Густота населення становила 399 осіб/км².  Було 448 помешкань (191/км²).
Расовий склад населення:
| - 89,7 % — білих - 5,7 % — чорних або афроамериканців - 0,2 % — корінних американців - 0,2 % — азіатів |

До двох чи більше рас належало 4,2 %. Частка іспаномовних становила 1,9 % від усіх жителів.
За віковим діапазоном населення розподілялося таким чином: 25,3 % — особи молодші 18 років, 64,5 % — особи у віці 18—64 років, 10,2 % — особи у віці 65 років та старші. Медіана віку мешканця становила 34,2 року. На 100 осіб жіночої статі у селищі припадало 102,2 чоловіків;  на 100 жінок у віці від 18 років та старших — 99,7 чоловіків також старших 18 років.
Середній дохід на одне домашнє господарство  становив 49 107 доларів США (медіана — 35 781), а середній дохід на одну сім'ю — 54 644 долари (медіана — 38 426). За межею бідності перебувало 16,0 % осіб, у тому числі 33,7 % дітей у віці до 18 років та 0,0 % осіб у віці 65 років та старших.
Цивільне працевлаштоване населення становило 412 особи. Основні галузі зайнятості: будівництво — 17,7 %, освіта, охорона здоров'я та соціальна допомога — 13,6 %, мистецтво, розваги та відпочинок — 11,7 %, виробництво — 10,2 %.